# Attaque du 31 juillet 1980 à Athènes
L'attaque du 31 juillet 1980 à Athènes est une fusillade survenue le 31 juillet 1980 à Athènes, en Grèce.

## Déroulement
Un arménien armé a attaqué l'attaché administratif de l'ambassade de Turquie, Galip Ozmen, et sa famille alors qu'ils attendaient dans leur voiture à un feu de circulation. Galip Ozmen et sa fille de quatorze ans, Neslihan Ozmen, ont été tués. Sa femme, Sevil Ozmen, et son fils de seize ans, Kaan Ozmen, ont été grièvement blessés mais ont survécu. L'Armée secrète arménienne de libération de l'Arménie a revendiqué la responsabilité de l'attaque.